# Női 5000 méteres gyorskorcsolya a 2018. évi téli olimpiai játékokon
A 2018. évi téli olimpiai játékokon a gyorskorcsolya női 5000 méteres versenyszámát február 16-án rendezték. Az aranyérmet a holland Esmee Visser nyerte. A versenyszámban nem vett részt magyar versenyző.

## Rekordok
A versenyt megelőzően a következő rekordok voltak érvényben:
| Világrekord     | Martina Sáblíková (CZE) | 6:42,66 | Salt Lake City, Amerikai Egyesült Államok | 2011. február 18. |
| Olimpiai rekord | Claudia Pechstein (GER) | 6:46,91 | Salt Lake City, Amerikai Egyesült Államok | 2002. február 23. |

A versenyen új rekord nem született.

## Végeredmény
A verseny helyi idő szerint 20:00-kor, magyar idő szerint 12:00-kor kezdődött. Mindegyik versenyző egy futamot teljesített, az időeredmények határozták meg a végső sorrendet. Az időeredmények másodpercben értendők.
| Helyezés | Pár | Pálya | Versenyző              | Nemzet                           | Idő     | Hátrány | Mj |
| -------- | --- | ----- | ---------------------- | -------------------------------- | ------- | ------- | -- |
| Arany    | 4   | K     | Esmee Visser           | Hollandia (NED)                  | 6:50,23 | –       |    |
| Ezüst    | 6   | K     | Martina Sáblíková      | Csehország (CZE)                 | 6:51,85 | +1,62   |    |
| Bronz    | 6   | B     | Natalja Voronyina      | Olimpikonok Oroszországból (OAR) | 6:53,98 | +3,75   |    |
| 4.       | 1   | B     | Annouk van der Weijden | Hollandia (NED)                  | 6:54,17 | +3,94   |    |
| 5.       | 5   | B     | Ivanie Blondin         | Kanada (CAN)                     | 6:59,38 | +9,15   |    |
| 6.       | 3   | K     | Isabelle Weidemann     | Kanada (CAN)                     | 6:59,88 | +9,65   |    |
| 7.       | 1   | K     | Maryna Zuyeva          | Fehéroroszország (BLR)           | 7:04,41 | +14,18  |    |
| 8.       | 5   | K     | Claudia Pechstein      | Németország (GER)                | 7:05,43 | +15,20  |    |
| 9.       | 4   | B     | Misaki Oshigiri        | Japán (JPN)                      | 7:07,71 | +17,48  |    |
| 10.      | 2   | B     | Jelena Peeters         | Belgium (BEL)                    | 7:10,26 | +20,03  |    |
| 11.      | 2   | K     | Carlijn Schoutens      | Egyesült Államok (USA)           | 7:13,28 | +23,05  |    |
| 12.      | 3   | B     | Nana Takagi            | Japán (JPN)                      | 7:17,45 | +27,22  |    |